# مسخ در مسلخ
مسخ در مسلخ فیلمی به نویسندگی و کارگردانی جواد دارایی و به تهیه کنندگی مهدی کوه زاده که پیش از این با نام بطلان شناخته می‌شد محصول سال ۱۳۹۹ است. مسخ در مسلخ نخستین ساختهٔ این کارگردان محسوب می شود.
مسخ در مسلخ داستان دختر بچه ای است که پدرو مادرش متهم به قتل دختر بچه ای در روستا شده اند.

## بازیگران
- فریبا ترکاشوند
- فرحناز منافی ظاهر
- فریبا طالبی
- سعید احمدی
- سارینا یوسفی
- امیرعباس قضایی
- رحمت شکرخنده

## جشنواره ها و جوایزها
| نام جشنواره                                             | کشور    | تاریخ       | بخش جشنواره          | نتیجه                                                  | منابع         |
| ------------------------------------------------------- | ------- | ----------- | -------------------- | ------------------------------------------------------ | ------------- |
| پانزدهمین دوره جشنواره بین‌المللی ماربلا                 | اسپانیا | نوامبر ۲۰۲۰ | فیلم‌های بلند سینمایی | نامزد بهترین فیلم بلند سینمایی                         | [ ۵ ]         |
| پانزدهمین دوره جشنواره فیلم قبرس                        | قبرس    | نوامبر ۲۰۲۰ | آفرودیت طلایی        | آفرودیت طلایی                                          | [ ۶ ]         |
| چهل و دومین دوره جشنواره بین‌المللی اِفِبو                 | ایتالیا | دسامبر ۲۰۲۰ | فیلم‌های بلند سینمایی | نامزد بهترین فیلم بلند سینمایی                         | [ ۷ ]         |
| هفتاد و چهارمین دوره جشنواره بین‌المللی فیلم سالرنو      | ایتالیا | دسامبر ۲۰۲۰ | فیلم‌های بلند سینمایی | نامزد بهترین فیلم بلند سینمایی                         | [ ۸ ]         |
| چهاردهمین دوره جشنواره بین‌المللی فیلم‌های کودکان بنگلادش | بنگلادش | فوریه ۲۰۲۱  | فیلم‌های بلند سینمایی | نامزد بهترین فیلم بلند سینمایی                         | [ ۹ ]         |
| نوزدهمین دوره جشنواره بین‌المللی ریورساید                | امریکا  | می ۲۰۲۱     | فیلم‌های بلند سینمایی | نامزد بهترین فیلم بلند سینمایی                         | [ ۱۰ ]        |
| بیست دومین دوره جشنواره استخوان های برهنه               | امریکا  | می ۲۰۲۱     | فیلم‌های بلند سینمایی | 1 جایزه ویژه میراث وبرنده جایزه ویژه (BUMBLEBEE AWARD) | [ ۱۱ ] [ ۱۲ ] |
| هفدهمین دوره جشنواره بین‌المللی آسیایی امریکایی هیوستون  | امریکا  | ۲۰۲۱        | فیلم‌های بلند سینمایی | 1 جایزه بزرگ هیات داوران}}                             | [ ۱۳ ]        |